# SN 2016gkg
SN 2016gkg是位於螺旋星系NGC 613的一顆IIb型超新星。它在2016年9月20日被業餘天文學家Víctor Buso在阿根廷聖大非省羅薩里奧自宅測試新購的相機時發現，因而成為第一位且是唯一的一位拍到超新星誕生照片的人，這將讓天文學家可以驗證解釋這種劇烈變化的理論。
"那天晚上，我要測試與練習如何使用剛買的一個有著更高解析力的相機。當我看到那個圖元，我害怕那是一個虛假的影像，因為當時它還不像超新星那樣的明亮，而且做為世界上唯一看見超新星誕生的人也令我驚恐。"——Víctor Buso
這項研究的結果發表在科學雜誌《自然》上。

## 出生登記
當Víctor Buso 拍攝到剛誕生的超新星時，他已經對宇宙進行了40年的掃瞄。
當我還只有十幾歲的時候，我就在基督國王學院的天文台發現了一顆變星，NSV 19555。然後，我們做了一個專案，以在南十字座找到更多的變星。變星是一種在其物理結構中存在危機，並產生亮度變化的一種恆星。有很多的原因，會使它們隨著年齡的增長，發生的脈動變得越來越不穩定，進而使其它的恆星相形見拙。